# Rakůvka
Rakůvka är en ort i Tjeckien. Den ligger i regionen Olomouc, i den östra delen av landet, 190 km öster om huvudstaden Prag. Rakůvka ligger 434 meter över havet och antalet invånare är 108.
Terrängen runt Rakůvka är kuperad österut, men västerut är den platt. Terrängen runt Rakůvka sluttar österut.Runt Rakůvka är det ganska tätbefolkat, med 86 invånare per kvadratkilometer. Närmaste större samhälle är Prostějov, 19,8 km sydost om Rakůvka. Trakten runt Rakůvka består till största delen av jordbruksmark.